# Zuiderzee

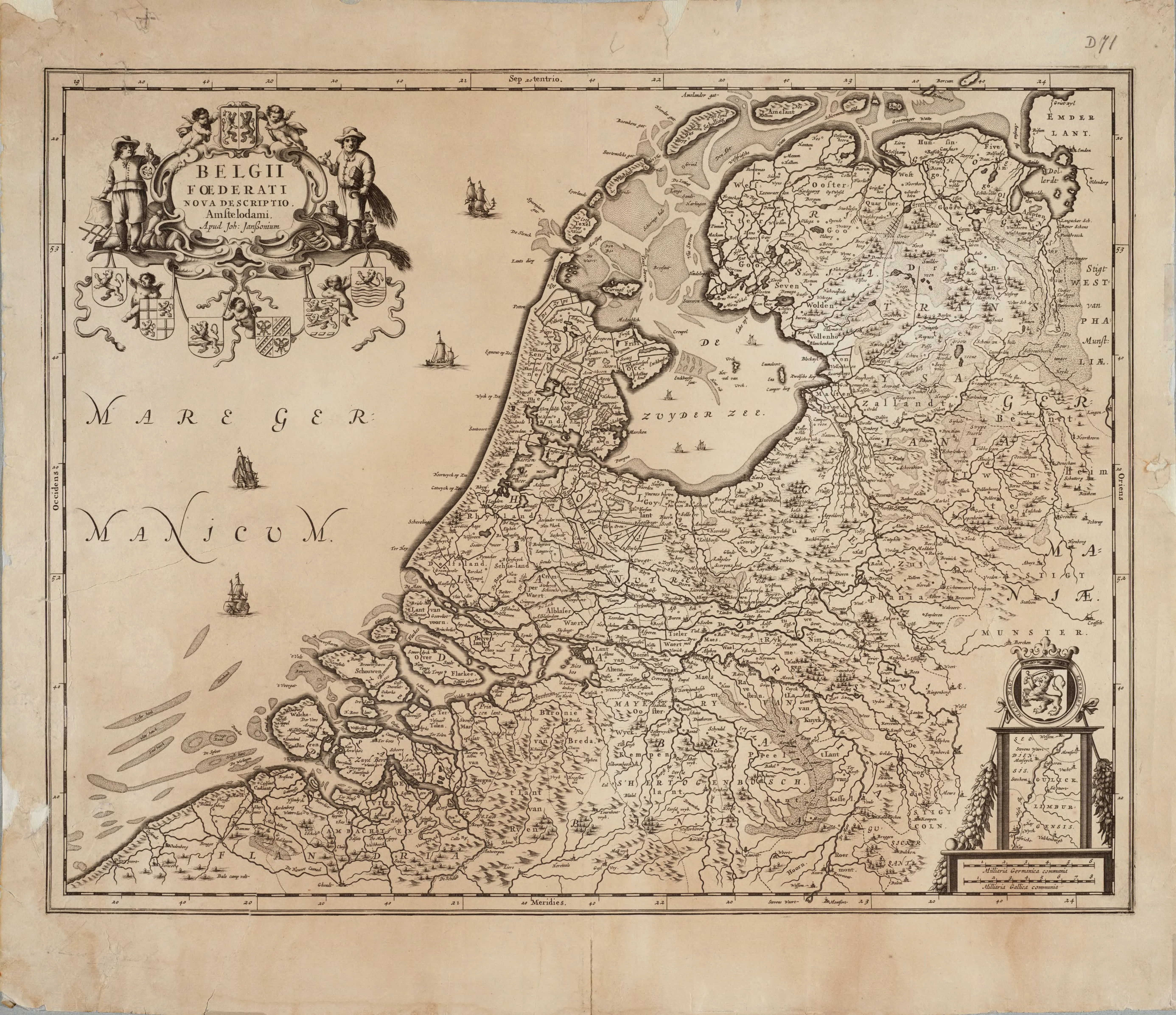
Historische Karte (1658) der Niederlande von Johannes Janssonius mit der Meeresbucht De Zuyder Zee

Die Zuiderzee [ˈzɔɪdərzeː] (auch (veraltet) Zuider Zee, Zuidersee, Südersee; westfriesisch Sudersee; niederländisch [ˈzœydərzeː]) war eine flache, nur 4 m bis 5 m tiefe Meeresbucht der Nordsee größtenteils auf dem Gebiet des heutigen IJsselmeers, im Nordwesten der heutigen Niederlande. Sie reichte ungefähr 100 km landeinwärts, war bis zu 50 km breit und bedeckte 5000 km². Der Name bedeutet „südliche See“ im Gegensatz zur Nordsee (im Niederländischen und Niederdeutschen bedeutet zee „Meer, die See“ und meer „der See“). Beide Namen sind friesischen Ursprungs, für die beide Meere nördlich und südlich ihres Siedlungsgebietes liegen.
Die Zuiderzee war bedeutend für die Seefahrt und die Fischerei; sie verband unter anderem die Stadt Amsterdam mit der Nordsee. In der Zuiderzee lagen einige Inseln, von denen Urk und Schokland die bekanntesten waren. Im 20. Jahrhundert hat man die Wasserfläche von der Nordsee abgetrennt, um die Küstengebiete vor weiteren Überschwemmungen zu bewahren. Außerdem hat man neues Land gewonnen. Dieses staatliche Großprojekt fasst man als Zuiderzeewerken zusammen.
Aus der Zuiderzee entstanden so nach und nach Seen wie vor allem das heutige IJsselmeer und das Markermeer. Die größten Neulandgewinnungen sind der Noordoostpolder und der Flevopolder. Sie bilden seit 1986 die Provinz Flevoland.

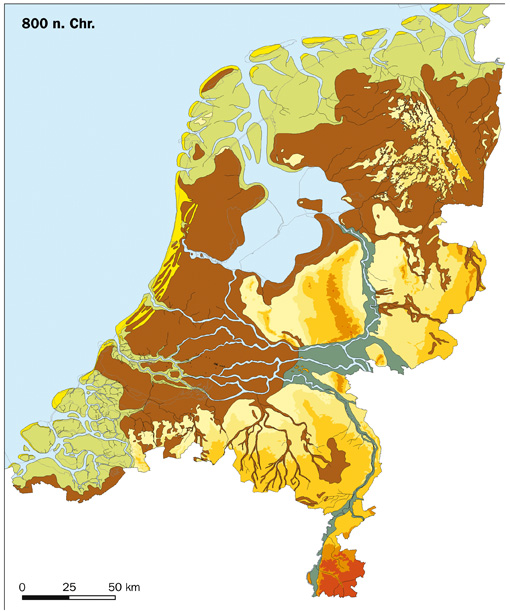
Das Territorium der Niederlande um 800 n. Chr., als sich bereits das Almere aus dem lacus Flevo gebildet hatte.

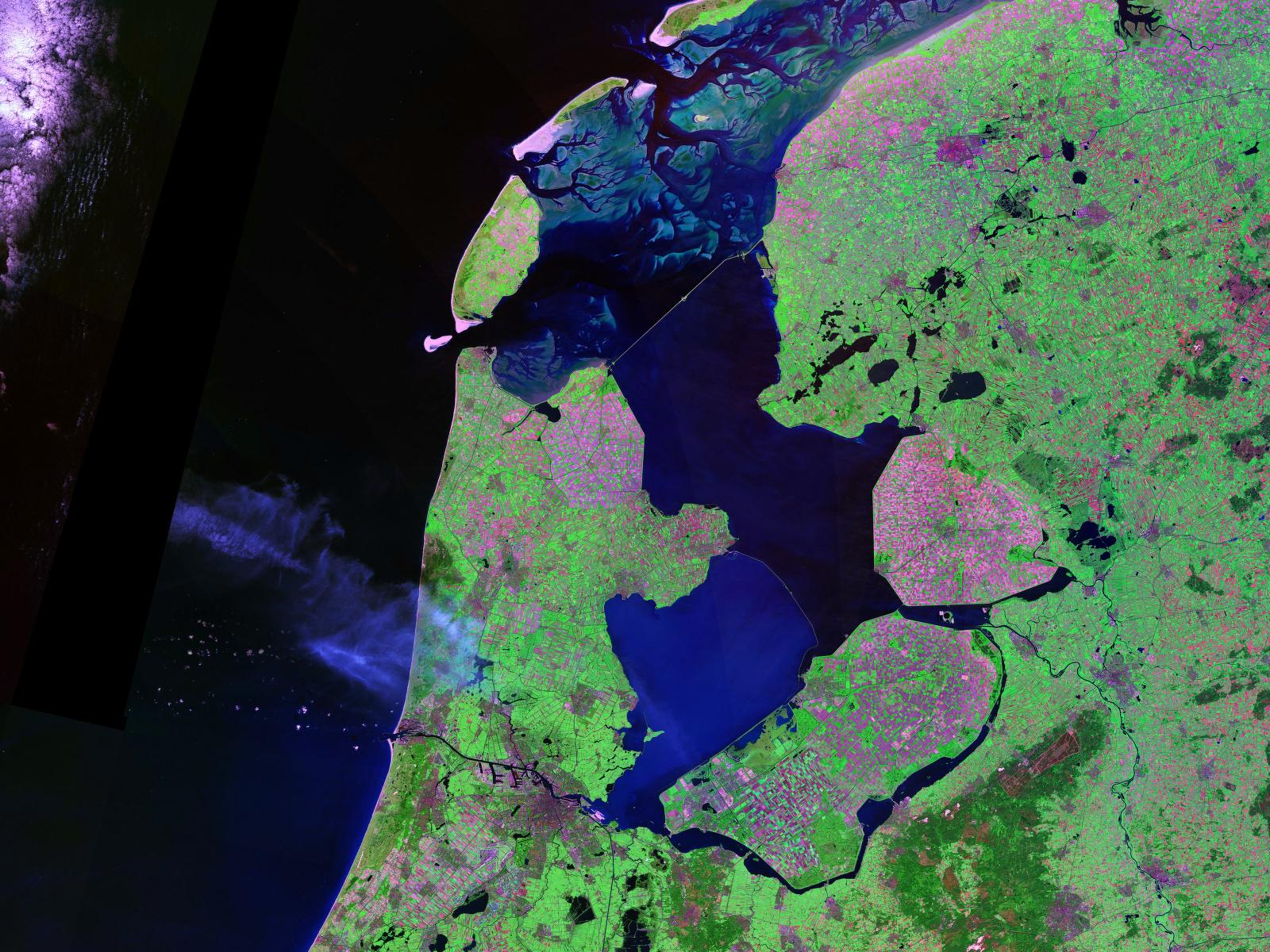
Satellitenbild des IJsselmeers

## Geschichte
Bereits die Römer kannten eine moorige, großflächige Wasserlandschaft in diesem Bereich, auch wenn der eigentliche See, genannt lacus Flevus, vermutlich sehr viel kleiner war als die spätere Zuiderzee. Der römische Feldherr Drusus ließ um 12 v. Chr. den nach ihm benannten Drusus-Kanal (fossa Drusiana) vom Rhein zum Flevosee anlegen, um den Weg der römischen Flotten in die Nordsee zu verkürzen. Eine große Rolle spielte diese Seeverbindung während der Germanicus-Feldzüge (14 bis 16 n. Chr.). Entstanden war diese Seenlandschaft vermutlich seit dem siebten vorchristlichen Jahrhundert. Bei Sturmfluten drang das Wasser schon damals weit in das flache und niedrig gelegene Land vor und trug beim Rückfluss allmählich das hinter den Dünen liegende Moor ab. Auf der anderen Seite wurde das Seensystem durch Zuflüsse der IJssel (rechter Ästuararm des Lek, auf deutscher Seite die Issel am rechten Niederrhein) sowie weiterer Bach- und Flussläufe zunehmend erweitert, so dass sich mit der Zeit ein großer Süßwasserstrom Richtung Norden bildete. Der Flevosee wurde daher mit der Zeit erheblich größer und daher bald Almere (Aalsee) genannt. (Heute ist Almere der Name einer Stadt in der Provinz Flevoland.)
Mit der Julianenflut im Jahre 1164, der Allerheiligenflut von 1170 und endlich durch die Fluten von 1219 (Erste Marcellusflut), 1228 und 1287 (Luciaflut) brach das Salzwasser in das Gebiet ein – der natürlich entstandene Sanddeich war gebrochen, aus dem Binnengewässer entstand eine Meeresbucht im Norden der Niederlande. Mit dem Abtragen des Sumpfbodens des neuen Meeres bildete sich neben der Zuiderzee auch die Waddenzee (Wattenmeer) auf der Südseite der heutigen westfriesischen Inseln.
Seit der Mitte des 19. Jahrhunderts wurden mehrere Projekte zur Landgewinnung in der Zuiderzee ausgearbeitet. Eine erste Skizze veröffentlichten Jakob Kloppenburg und Pieter Faddegon im Jahre 1848. Sie wollten einen Deich von Enkhuizen nach Stavoren bauen und alle Inseln von Texel bis zur Ems mit einem Damm verbinden. Realistischer und zum Ausgangspunkt für die folgenden Planungen wurden die Entwürfe von Bernard Pieter Gesinus van Diggelen aus dem Jahre 1849 und von Thomas Joannes Stieltjes aus dem Jahre 1870, die einen „Abschlussdeich“ (Afsluitdijk) vorsahen.
Erst mit der Errichtung des künstlichen „Abschlussdeichs“ im Jahr 1932 entstand erneut ein Binnengewässer. Aus der Zuiderzee wurde faktisch am 28. Mai 1932 um 13.02 Uhr durch Schließen des letzten Tores (De Vlieter) des Deiches das IJsselmeer („der IJsselsee“). Am 20. September erfolgte die offizielle Umbenennung. In der Folge wurden Teile der ehemaligen Zuiderzee als Polder trockengelegt (Zuiderzeewerke), darunter die heutige Provinz Flevoland einschließlich des Nordostpolders (Noordoostpolder) mit den ehemaligen Inseln Schokland und Urk. Hauptinitiator dieser Arbeiten war der Ingenieur und Politiker Cornelis Lely, nach dem die spätere Flevoländer Provinzhauptstadt Lelystad benannt wurde. Die größte Stadt auf Flevoland heißt Almere und gehört zum Einzugsbereich von Amsterdam. Als zusätzliche Fläche für diesen Ballungsraum ist Flevoland heute wichtiger denn als landwirtschaftliche Nutzfläche, für die es ursprünglich gedacht war.
Der Name Zuiderzee findet sich noch auf historischen Karten und Dokumenten bis zum frühen 20. Jahrhundert und wird heute nur noch im historischen Kontext benutzt. Das aktuelle Satellitenfoto, das im Vergleich das Ausmaß der gewonnenen Landfläche verdeutlicht, zeigt demzufolge das IJsselmeer.

## Sonstiges
Nach der Annexion des Königreichs Holland durch Napoleon Bonaparte gab es zwischen 1811 und 1814 das zum Französischen Kaiserreich gehörende Département Zuyderzée.
In den 1970er Jahren wurde bei Drainagearbeiten in der Zuiderzee ein Bomber der Luftwaffe der Wehrmacht vom Typ Junkers Ju 88A-4 (Geschwaderkennung B3+EK) aufgefunden. Wie sich herausstellte, stürzte der Bomber des Kampfgeschwaders 54 am 4. Februar 1944 auf dem Rückflug von einem Luftangriff auf London, im Rahmen des Unternehmens Steinbock, ab. Die Besatzung um Unteroffizier Helmut Friedrich Weihs war seitdem vermisst.